# Casa al carrer Boronat, 1 (Valls)
La Casa al carrer Boronat, 1 és una obra noucentista de Valls (Alt Camp) protegida com a Bé Cultural d'Interès Local.

## Descripció
Edifici que fa cantonada i consta únicament de baixos i d'un primer pis. A la planta baixa hi ha diverses portes entre les dues façanes. Al primer pis, que dona al carrer Boronat, hi ha dos balcons, i un de sol a la Muralla del Carme, a més de dues finestres.
Sens dubte, el que crida més l'atenció és la cornisa composta de formes mixtilínies, que en definitiva, són els elements que determinen el caràcter noucentista de l'immoble.